# Mazaruni
Le Mazaruni est une rivière du Guyana. Elle prend sa source au pied du mont Caburaí, à la frontière avec le Brésil. Elle se dirige vers le nord, bifurque brusquement vers le sud-est après avoir effectué le tiers de son parcours, puis vers le nord-est aux deux tiers et se jette dans l'Essequibo juste après avoir reçu les eaux du Cuyuní, son principal affluent.

## Sources
La rivière prend sa source sur le Plateau Roraima, couronné par le Mont Roraima (2,810 m (9,220 feet)). Au Guyana, les deux plus hauts sommets du Plateau Roraima sont la Sierra de Pacaraima et le Mont Merume. La région est l'un des rares endroits au monde encore inaccessible.
En 1992, une expédition conjointe des Guyana Defence Force et Welsh Guards a été incapable d'atteindre la source du Mazaruni malgré l'équipement, le financement, et l'entrainement.

## Cours de la rivière
La rivière s'écoule depuis le Plateau Roraima au travers de trois canyons escarpés avec de pittoresques ensemble de cataractes. Le premier système de cataracte est  Chai-chai Falls. La seconde cataracte  est proche du village Imbaimadai, et la dernière cataracte est en-dessous du village de Kamarang où le Mazaruni tombe dans la chute principale. Après quelques kilomètres d'eau relativement calme, connu comme Chitigokein Falls, qui finit dans Coffy pool, un profond plan d'eau nommé d'après Mehir "Cousin Body" Coffy un des derniers Pork-knocker du  Guyana. Selon la légende, pendant les années 1950, Coffy était en train de plonger dans la rivière à la recherche de diamants quand il fut victime d'un accident de décompression.
Après quelques kilomètres, l'eau est relativement calme, la dernière série de grandes chutes de la rivière Mazaruni commence. La première est  Aruwai Falls et la dernière est Peaima Falls.
Après Peaima Falls, la rivière, qui était nord-sud, oblique est sud-est. C'est la passe de l'embouchure de la rivière Isseneru sur la rive gauche, avec le village Isseruneru sur l'autre rive. Aussi, terminé, les basses terres de grès du Plateau des Guyanes, Meamu River, Kurupung River, Eping River rejoint la rivière Mazaruni. Ensemble, ces rivières servent à drainées les Monts Merume.
Les flots passés de la rivière Mazaruni Oranapai Rapids, Kamakusa Landing, l'embouchure de la rivière Merume, Banana Landing, Tiboku Rapids, l'embouchure de Equeribisi River, Issano Landing, l'embouchure Puruni River, Kaburi rapids, Marshal Falls, la dernier, Itabali Landing, l'embouchure de la rivière Cuyuni, proche de Bartica termine dans l' Essequibo la plus large rivière du Guyana.

## Faune
L'Oxyde de fer colore les eaux du Mazaruni, qui abrite de nombreux poissons. Les plus abondants sont des Electrophorus, le piry (espèce de piranha), haimara, et baiara.  Cependant le plus célèbre est le Brachyplatystoma (Lau-lau) avec des spécimens atteignant parfois 200 kg. Il vit dans les profondeurs et chasse la nuit. Les eaux sont aussi l'habitat du plus large serpent aquatique l'anaconda appelé localement "water kamudi".
De grands troupeaux de pécaris qui se comptent parfois par centaines, vivent sur le plat marécageux de la rivière. Les Puma et l'Ocelot sont aussi trouvés mais rarement vus car ils chassent la nuit. Beaucoup de singes, le singe hurleur est le plus bruyant, à la cime des arbres, partageant l'espace avec beaucoup d'espèces d'oiseaux. Des couples d'Ara (oiseau) peuvent être observés.
En 2015, un jaguar attaqua une fille âgée de trois ans près de la rivière dans la région de Cuyuni-Mazaruni . Elle à néanmoins survécu.

## Flores
La rivière Mazaruni s'écoule dans trois environnements distincts : le Plateau Roraima, connu au Venezuela comme Tepuy, les deux plateaux inférieurs et les basses terres. Chaque habitat est caractérisé par sa propre végétation. Le plus élevé est constitué de  grès érodé balayé par la pluie sur lequel poussent des plantes exotiques essayant de survivre sur cette terre inhospitalière de roches dénudées. Le milieu est principalement une savane avec une canopée, la partie basse est une triple canopée. Les orchidées exotiques sont trouvées dans les deux derniers habitats.

## Ressources minérales
Dans le bassin supérieur de la rivière Mazaruni, proche du village d'Isseranu, on date de 1890 la première découverte de diamants alluviaux du Gayana. La découverte par Edward Gilkes a été fortuite, car il prospectait l'or à Putareng Creek. Selon Guyana Geology and Mines Commission, la rivière Mazaruni et ses rivières adjacentes (Meamu, Kurupung and Eping Rivers), produit pour plus de 50 pour cent de tous les diamants alluviaux extraits du Guyana. Les graviers de la rivière Mazaruni et de ses affluents sont également aurifères. Quelques endroits, tels que Imbaimadai, Kamarang, Aruwai, Tiboku, Kaburi et Marshal Falls produisirent une vaste quantité d'or alluvial pendant la période de dragage (1980-1995).
La rivière reste, dans une moindre mesure, une source d'or alluvial et de diamants. À quelques kilomètres à l'ouest de Bartica, il y a eu une tentative infructueuse d'établir une mine d'or en roche dure en 1888.